# باطنايا
باطنايا أو باطناية هي بلدة تقع في محافظة نينوى شمال غرب العراق تبعد 14 ميل عن مدينة الموصل و4 ميل عن قضاء تلكيف وأغلب سكانها من الكلدان الكاثوليك المسيحيين ويتكلمون باللغة السريانية.

## الاسم
اسم باطنايا هو من الارامية (بيت طنانا) بمعنى بيت الطين - بيت المواظبة -بيت الغيرة والمحبة أو بيت العمش.أي بيت الغيرة والغيورين أو المنافسين حيث يتميز اهلها بالنشاط وغيرة في العمل.
واسمها بالسريانية (النجار) وهناك أكثر من اجتهاد في التفسير.

## الكنائس
في باطنايا كنيسة باسم مار قرياقوس وهو يعتبر شفيع القرية وهي كنيسة كبيرة تتوسط القرية وفي مكان مرتفع تم تجديدها سنة 1944 م.. والثانية كنيسة مريم العذراء وهي كنيسة صغيرة بجانب الكنيسة الكبيرة ودير القديس مار يوسف وهو عبارة عن دار كبير تسكنه (راهبات الاخوة الدومنيكية) وفيه أيضا غرف وقاعات للتعليم المسيحي وتعليم الأطفال الصغار (الروضة) ويدار من قبل الاخوات الراهبات ومعلمات التعليم المسيحي علما ان خورنة مار قرياقوس تابعة إلى ابرشية القوش الكلدانية.
يوجد في القرية مزار (مرت شموني) حيث يتوسط مقابر القرية ويزوره الناس في مناسبة تذكاره لتأدية الصلوات والتراتيل الدينية بهذه المناسبة العزيزه على قلوب أهل القرية.

## دير مار أوراها
وبقرب باطنايا يقع دير مار أوراها قرابة كيلو مترا واحدا من الشرق للقرية حيث يزوره أهل القرية والقرى المجاورة سنويا وفي الأحد الثاني من عيد قيامة السيد المسيح حيث يبدأ موسمه مع أعياد الربيع حيث تم حديثا بناء أكثر من 25 بيتا ويسكنون فيها عدد من سكان القرية لأحياء الدير وديمومة الحياة فيه.

## تاريخ باطنايا
كانت تسمى بيت ماداي حيث انه يعتقد ان هناك مجموعة من ماداي الذين تبعوا راهب (ابراهام) استقر هناك حوالي القرن السابع الميلادي ويعود تاريخها قبل القرن السابع حوالي 612 م حيث كانت تدعى اسم (قرية ميديا) ويعتقد ان المسيحية وصلت إلى باطنايا في ذلك الوقت.

## سكان باطنايا
```
عدد سكان القرية في عام 1767م بلغ 900 نسمة، وحسب احصاء 1997م بلغ 3331 نسمة وفي الفترة الاخيرة بلغ سكانها اضعاف هذا الرقم بسبب نزوح العوائل من المحافظات الوسطى والجنوبية بسبب التهجير القسري الذي تعرض له المسيحيين في جنوب ووسط 
العراق
.
```